# Noturus
Noturus là một chi cá da trơn trong họ Ictaluridae.

## Các loài
Hiện tại có 29 loài được ghi nhận:
- Noturus albater W. R. Taylor, 1969
- Noturus baileyi W. R. Taylor, 1969
- Noturus crypticus Burr, Eisenhour & Grady, 2005
- Noturus elegans W. R. Taylor, 1969
- Noturus eleutherus D. S. Jordan, 1877
- Noturus exilis E. W. Nelson, 1876
- Noturus fasciatus Burr, Eisenhour & Grady, 2005
- Noturus flavater W. R. Taylor, 1969
- Noturus flavipinnis W. R. Taylor, 1969
- Noturus flavus Rafinesque, 1818
- Noturus funebris C. H. Gilbert & Swain, 1891
- Noturus furiosus D. S. Jordan & Meek, 1889
- Noturus gilberti D. S. Jordan & Evermann, 1889
- Noturus gladiator Thomas & Burr, 2004
- Noturus gyrinus (Mitchill, 1817)
- Noturus hildebrandi (R. M. Bailey & W. R. Taylor, 1950)
- Noturus insignis (J. Richardson, 1836)
- Noturus lachneri W. R. Taylor, 1969
- Noturus leptacanthus D. S. Jordan, 1877
- Noturus maydeni Egge, 2006
- Noturus miurus D. S. Jordan, 1877
- Noturus munitus Suttkus & W. R. Taylor, 1965
- Noturus nocturnus D. S. Jordan & C. H. Gilbert, 1886
- Noturus phaeus W. R. Taylor, 1969
- Noturus placidus W. R. Taylor, 1969
- Noturus stanauli Etnier & R. E. Jenkins, 1980
- Noturus stigmosus W. R. Taylor, 1969
- Noturus taylori N. H. Douglas, 1972
- Noturus trautmani W. R. Taylor, 1969